# إقليم حضرموت
إقليم حضرموت وهو أحد أقاليم الجزيرة العربية ، ويضم إقليم حضرموت أربع «ولايات» وهي حضرموت والمهرة وشبوة وسقطرى وعاصمته مدينة المكلا. ويرفض أبناء محافظتي المهرة و سقطرى  قرار ضممهم لإقليم حضرموت ويطالبون بانشاء اقليم خاص بهم.

## التسمية
ذكر اليونانيون والرومان حضرموت بشيءٍ من التحريف، ذكرها إراتوستينس باسم (لاتينية: Chatramotitae) وذكرها كتبة العهد القديم باسم (عبرية: חֲצַרְמָוֶת Hazar maveth) وحرفيا تعني فناء الموت وأنه الابن الثالث من أبناء يقطان وشقيق سبأ 
| إقليم حضرموت              | ولعابر ولد ابنان .اسم الواحد فالج لان في ايامه قسمت الارض.واسم اخيه يقطان. ويقطان ولد الموداد وشالف و حضرموت ويارح وهدورام واوزال ودقلة وعوبال وابيمايل و سبا . واوفير وحويلة ويوباب.جميع هؤلاء بنو يقطان | إقليم حضرموت |
| — سفر التكوين إصح 10 : 26 | |              |

## التاريخ القديم

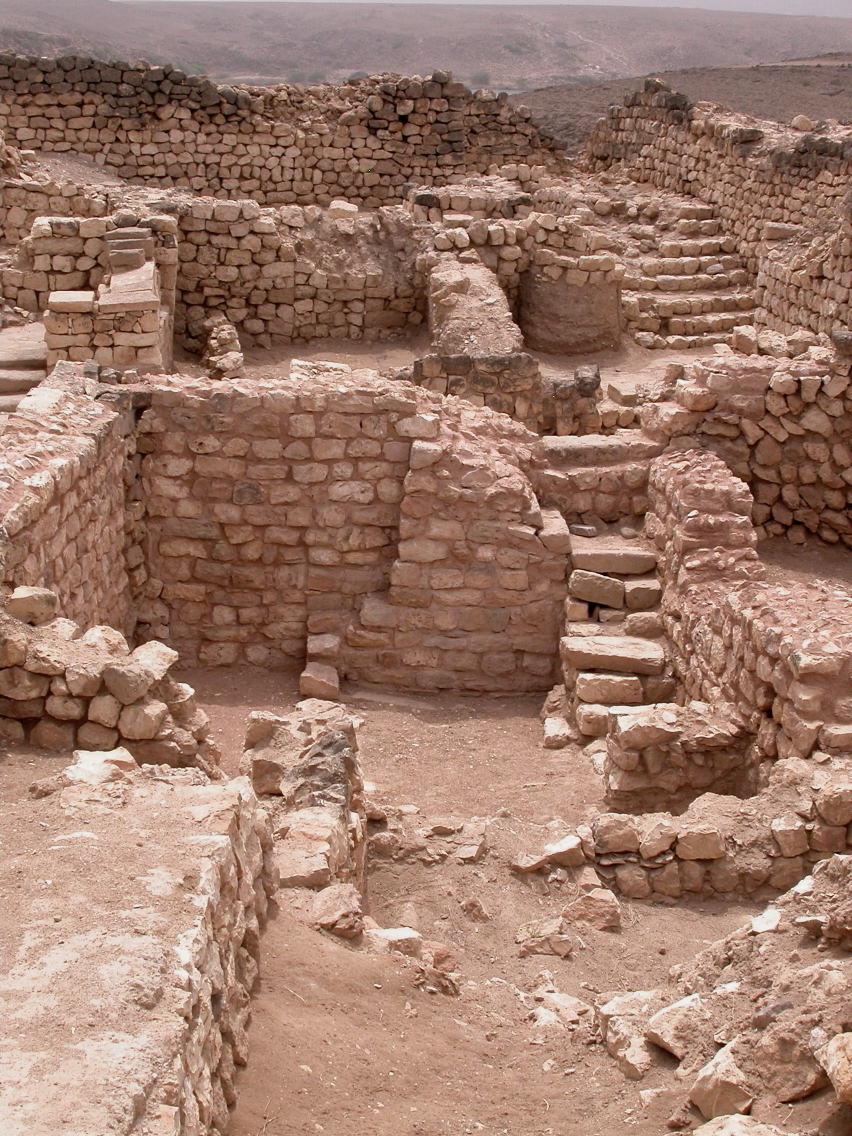
أطلال خور روري

قامت مملكة حضرموت قبل الميلاد ولكن لا يمكن تأكيد بدايتها بصورة دقيقة، عاصمتها كانت عرماء ولا تبعد كثيراً عن مدينة تمنع عاصمة مملكة قتبان  كانت اتحادا قبلياً يشمل قبائل عديدة قاسمها المشترك تقديسها للإله سين فحضرموت اسم قبيلة أصلاً. ورد ذكر حضرموت وإلهها سين في كتابة صرواح للمكرب السبئي كربئيل وتر الأول عام 700 - 680 ق.م.
كانت المملكة بقيادة الملك شهر علهن قد تحالفت مع مملكة مَعيَّن ومملكة قتبان واستقلت عن مملكة سبأ قرابة العام 330 ق.م وهي الفترة التي شهدت تولي سلالة همدان حكم المملكة السبئية  كانت العلاقة بين مملكة حضرموت ومَعَّين وثيقة للغاية حتى أنه وطوال القرن الرابع والثالث ق.م كانت المملكتان تحكمان من عائلة واحدة. الميناء الرئيسي لحضرموت كان قنا وقام الملك العز يلط ببناء مدينة خور روري في ظفار ضمن سلطنة عمان حالياً  قام ملك مملكة قتبان يدع إب ذبيان يهنعم بمهاجمة حضرموت عام 220 ق.م وأسر أفراد الأسرة الحاكمة
قضى السبئيون على مملكة معين بنهاية القرن الثاني ق.م وبقيت حضرموت تابعة لمملكة قتبان حتى العام 50 ق.م عندما قام السبئيون باحراق تمنع. بحلول العام 25 ق.م أي خلال الحملة الرمانية على العربية السعيدة، كان السبئيون من جديد القوة المهيمنة على جنوب الجزيرة العربية بقيادة الملك إيلي شرح يحضب الحِميَّريين كانوا أذواء ضمن مملكة قتبان وبعد الحملة الرومانية بقيادة أيليوس غالوس، قامت معارك عديدة بينهم وبين الهمدانيين ووضع حضرموت خلال هذه الفترة غير واضح، أُكتشفت كتابة حضرمية عن بناء سور حول وادي لبنة لحمايته من الحِميَّريين إلا أن الملاحظ أن حاكم حضرموت لم يلقب نفسه بملك
استمرت حضرموت على هذه الحال حتى العام 140 بعد الميلاد، عندما حاول ملك حضرموت يدعئيل بين الثاني مهاجمة براقش ومأرب وتخريب  محرم بلقيس ، فشل الهجوم وانتهت المعركة بمقتل ألفي مقاتل من حضرموت وأسر الملك يدعئيل بين الثاني  بقيت حضرموت محتلة من قبل مملكة سبأ حتى العام 213 م، إذ اكتشف نص يشير للملك العز يلط الثاني واستقباله وفداً تجارياً من الهند. كان العز يلط الثاني جد آخر سلالة تحكم مملكة حضرموت بشكل مستقل وخلال هذه الفترة، كان أعراب قبيلة كندة ومذحج المتمركزين بقرية الفاو في جنوب نجد يهاجمون حضرموت باستمرار ويتقطعون طريق القوافل، لذلك استفاد منهم الحِميَّريين ليس لحماية الطريق التجارية العابرة لنجد فحسب، بل لتخويف أعدائهم كذلك. سيطر الحميريين على حضرموت عام 275 بعد الميلاد ولكن شمر يهرعش أبقى على ملك حضرموت المدعو «شراحيل» كملك تابع
استغل الملك رب شمس الثالث انشغال الحِميَّريين بتمرد في صعدة وسنحان وبيشة ليعلن تمرده، شنت قوات بدوية من قبيلة كندة ومذحج بقيادة كندي يدعى ربيعة بن وائل هجوماً على حضرموت، أحرق أولئك الأعراب مدنا كثيرة ودمروا معابد عديدة وهو ما أدى لنزوح قسم كبير من سكان حضرموت لمناطق أخرى، ولم يرد عن تمرد حضرمي ضد مملكة حمير بعدها، فهيمنت مملكة حمير على باقي شبه الجزيرة العربية لما يزيد على 250 سنة توحيد الحِميَّريين لليمن وحضرموت كان سياسياً فلم يسمحوا لأقيال القبائل بالتلقب بالملك كما كان سائداً وأسسوا نظام حكم شديد المركزية من مدينتهم ظفار يريم في محافظة إب حالياً  ضئيلة هي معارف الباحثين عن وضع حضرموت خلال حكم مملكة حمير، توفي شمر يهرعش قرابة العام 312 بعد الميلاد وتنازعت عدة بيوت حميرية حتى العام 320 الذي شهد انتصار ذمار علي يهبر، توفي الملك شرحبيل يعفر عام 465 وكان آخر الملوك من سلالة ذمار ليتولى شرحبيل يكف الحكم وكان مؤسس سلالة جديدة ولا كتابة عن حضرموت باسثتناء كتابة للملك أسعد الكامل اكتشفت في الدوادمي تذكر أقيالاً من حضرموت قاتلوا إلى جانبه. عادت حضرموت من جديد بعد سقوط مملكة حمير ومقتل اليهودي يوسف أسأر، إذ ورد في نص دونه أبرهة قرابة العام 542 للميلاد عن وقوف حضرموت إلى جانبه ضد يزيد بن كبشة، سيد قبيلة كندة وقائد تحالف من مراد وبكيل وقبائل أخرى كانت حضرموت مستقلة تماماً عندما سيطرت الإمبراطورية الساسانية على عدن عام 571 حتى وصول الإسلام عام 630 

## الجغرافيا
حضرموت التاريخية هي المنطقة التي تقع بين خطي طول 45 إلى 56 شرقي جرينتش وفي العرض ما بين خطي عرض 13 إلى 19 شمال خط الإستواء وعلى هذا تكون حدود حضرموت الكبرى من حدود عدن غرباً إلى حدود عمان القديمة شرقاً وما بين البحر العربي جنوباً ورمال الأحقاف شمالاً وتشمل المناطق التالية:
أبين والضالع ويافع وارض العوالق والعليى والسفلى وارض العواذل وبيحان والساحل الجنوبي وهضبة حضرموت ووادي حضرموت وأرض قبيلة المهرة وظفار.
حدود حضرموت الوسطى: ما بين رمال الأحقاف شمالاً والبحر العربي جنوباً وما بين عين بامعبد غرباً ورأس صوقرة شرقاً.
حدود حضرموت الصغرى: أطلق بعض المؤرخين تسمية حضرموت على وادي حضرموت الرئيسي وهو داخل حضرموت ومحدد من العقاد غرباً إلى شعب نبي الله هود شرقاً.

### التضاريس
تتميز المحافظة بتنوع سطحها إلى ثلاثة أقسام رئيسية :
القسم الأول : المناطق الجبلية : تتركز في الأجزاء الوسطى والجنوبية الغربية وبعض الأجزاء الغربية.
القسم الثاني : المناطق الصحراوية : تتركز في الأجزاء الشمالية والشمالية الغربية والشرقية للمحافظة.
القسم الثالث : المناطق الساحلية : تمثل الشريط الساحلي المطل على البحر العربي بالإضافة إلى ذلك هناك العديد من الأودية المتفرقة في مختلف أجزاء المحافظة ،هذا بالإضافة إلى جزيرة سقطرى والعديد من الجزر الأخرى التابعة لها .

### المناخ
يعتبر مناخ إقليم حضرموت متنوع ويختلف من ولاية إلى ولاية بل وحتي في نفس مناطق بعض الولايات وخاصة مناطق ولاية حضرموت الشاسعة ففي الأجزاء الساحلية لي ولاية حضرموت يسود المناخ الساحلي وغالباً ما يكون حارا ً صيفا ومعتدلاً شتاءً وفي الأجزاء الجبلية يكون مناخها معتدل صيفاً وبارد شتاءً وفي الأجزاء الصحراوية يسودها المناخ الصحراوي ويكون حار جاف على مدار السنة 
| البيانات المناخية لـالمكلا عاصمة إقليم حضرموت                          | البيانات المناخية لـالمكلا عاصمة إقليم حضرموت | البيانات المناخية لـالمكلا عاصمة إقليم حضرموت | البيانات المناخية لـالمكلا عاصمة إقليم حضرموت | البيانات المناخية لـالمكلا عاصمة إقليم حضرموت | البيانات المناخية لـالمكلا عاصمة إقليم حضرموت | البيانات المناخية لـالمكلا عاصمة إقليم حضرموت | البيانات المناخية لـالمكلا عاصمة إقليم حضرموت | البيانات المناخية لـالمكلا عاصمة إقليم حضرموت | البيانات المناخية لـالمكلا عاصمة إقليم حضرموت | البيانات المناخية لـالمكلا عاصمة إقليم حضرموت | البيانات المناخية لـالمكلا عاصمة إقليم حضرموت | البيانات المناخية لـالمكلا عاصمة إقليم حضرموت | البيانات المناخية لـالمكلا عاصمة إقليم حضرموت |
| الشهر                                                                  | يناير                                         | فبراير                                        | مارس                                          | أبريل                                         | مايو                                          | يونيو                                         | يوليو                                         | أغسطس                                         | سبتمبر                                        | أكتوبر                                        | نوفمبر                                        | ديسمبر                                        | المعدل السنوي                                 |
| ---------------------------------------------------------------------- | --------------------------------------------- | --------------------------------------------- | --------------------------------------------- | --------------------------------------------- | --------------------------------------------- | --------------------------------------------- | --------------------------------------------- | --------------------------------------------- | --------------------------------------------- | --------------------------------------------- | --------------------------------------------- | --------------------------------------------- | --------------------------------------------- |
| متوسط درجة الحرارة الكبرى °م (°ف)                                      | 24.0 (75.2)                                   | 26.0 (78.8)                                   | 28.0 (82.4)                                   | 26.0 (78.8)                                   | 30.0 (86.0)                                   | 32.0 (89.6)                                   | 31.0 (87.8)                                   | 30.0 (86.0)                                   | 32.0 (89.6)                                   | 28.0 (82.4)                                   | 28.0 (82.4)                                   | 29.0 (84.2)                                   | 28.7 (83.6)                                   |
| متوسط درجة الحرارة الصغرى °م (°ف)                                      | 1.0 (33.8)                                    | 2.0 (35.6)                                    | 3.0 (37.4)                                    | 9.0 (48.2)                                    | 8.0 (46.4)                                    | 13.0 (55.4)                                   | 14.0 (57.2)                                   | 13.0 (55.4)                                   | 13.0 (55.4)                                   | 8.0 (46.4)                                    | 4.0 (39.2)                                    | 6.0 (42.8)                                    | 7.8 (46.1)                                    |
| المصدر: أرشيف الأحوال الجوية في مطار (الريان)المكلا عاصمة إقليم حضرموت |                                               |                                               |                                               |                                               |                                               |                                               |                                               |                                               |                                               |                                               |                                               |                                               |                                               |

| البيانات المناخية لـولاية ارخبيل سقطرى                    | البيانات المناخية لـولاية ارخبيل سقطرى | البيانات المناخية لـولاية ارخبيل سقطرى | البيانات المناخية لـولاية ارخبيل سقطرى | البيانات المناخية لـولاية ارخبيل سقطرى | البيانات المناخية لـولاية ارخبيل سقطرى | البيانات المناخية لـولاية ارخبيل سقطرى | البيانات المناخية لـولاية ارخبيل سقطرى | البيانات المناخية لـولاية ارخبيل سقطرى | البيانات المناخية لـولاية ارخبيل سقطرى | البيانات المناخية لـولاية ارخبيل سقطرى | البيانات المناخية لـولاية ارخبيل سقطرى | البيانات المناخية لـولاية ارخبيل سقطرى | البيانات المناخية لـولاية ارخبيل سقطرى |
| الشهر                                                     | يناير                                  | فبراير                                 | مارس                                   | أبريل                                  | مايو                                   | يونيو                                  | يوليو                                  | أغسطس                                  | سبتمبر                                 | أكتوبر                                 | نوفمبر                                 | ديسمبر                                 | المعدل السنوي                          |
| --------------------------------------------------------- | -------------------------------------- | -------------------------------------- | -------------------------------------- | -------------------------------------- | -------------------------------------- | -------------------------------------- | -------------------------------------- | -------------------------------------- | -------------------------------------- | -------------------------------------- | -------------------------------------- | -------------------------------------- | -------------------------------------- |
| متوسط درجة الحرارة الكبرى °م (°ف)                         | 27.2 (81.0)                            | 28.5 (83.3)                            | 30.5 (86.9)                            | 32.7 (90.9)                            | 34.2 (93.6)                            | 33.9 (93.0)                            | 32.0 (89.6)                            | 32.3 (90.1)                            | 32.7 (90.9)                            | 31.4 (88.5)                            | 29.8 (85.6)                            | 28.0 (82.4)                            | 31.1 (88.0)                            |
| المتوسط اليومي °م (°ف)                                    | 22.0 (71.6)                            | 23.4 (74.1)                            | 25.1 (77.2)                            | 27.5 (81.5)                            | 28.9 (84.0)                            | 29.0 (84.2)                            | 27.6 (81.7)                            | 27.5 (81.5)                            | 27.6 (81.7)                            | 26.0 (78.8)                            | 24.2 (75.6)                            | 22.7 (72.9)                            | 26.0 (78.7)                            |
| متوسط درجة الحرارة الصغرى °م (°ف)                         | 16.8 (62.2)                            | 18.3 (64.9)                            | 19.8 (67.6)                            | 22.2 (72.0)                            | 23.7 (74.7)                            | 24.1 (75.4)                            | 23.2 (73.8)                            | 22.8 (73.0)                            | 22.6 (72.7)                            | 20.6 (69.1)                            | 18.7 (65.7)                            | 17.5 (63.5)                            | 20.9 (69.6)                            |
| الهطول مم (إنش)                                           | 23 (0.9)                               | 18 (0.7)                               | 14 (0.6)                               | 22 (0.9)                               | 37 (1.5)                               | 18 (0.7)                               | 12 (0.5)                               | 15 (0.6)                               | 27 (1.1)                               | 38 (1.5)                               | 18 (0.7)                               | 16 (0.6)                               | 258 (10.2)                             |
| متوسط أيام هطول الأمطار (≥ 0.0 mm)                        | 2.0                                    | 2.0                                    | 2.1                                    | 3.4                                    | 4.1                                    | 6.0                                    | 9.7                                    | 9.3                                    | 4.9                                    | 3.2                                    | 3.0                                    | 3.0                                    | 52.7                                   |
| متوسط الرطوبة النسبية (%)                                 | 20                                     | 21                                     | 24                                     | 27                                     | 29                                     | 29                                     | 28                                     | 27                                     | 27                                     | 25                                     | 22                                     | 21                                     | 25.2                                   |
| المصدر: Climatic Research Unit, University of East Anglia |                                        |                                        |                                        |                                        |                                        |                                        |                                        |                                        |                                        |                                        |                                        |                                        |                                        |

.

## اللغات واللهجات
توجد في اقليم حضرموت عدة لغات منها العربية اللغة الرسمية والمهرية والسقطرية إضافة إلى الحضرمية القديمة.

## الاقتصاد
يعتبر إقليم حضرموت الرافد الأساسي لأقتصاد اليمن ويشكل 85% من مدخلات خزينة الحكومة.[بحاجة لمصدر]

### النفط والغاز
تنتج حضرموت ما يقارب (258.8 ألف) برميل يومياً  ومن أبرز الحقول النفطية حوض المسيلة قطاع (14) الذي تم اكتشافه في العام 1993م، وتحرص الحكومة اليمنية على تطوير حقولها النفطية بزيادة الإنتاج النفطي بهدف زيادة الثروة الوطنية استجابة لمتطلبات التنمية الاقتصادية والاجتماعية في البلاد كون النفط يساهم بنسبة تتراوح بين (30 - 40)% من قيمة الناتج المحلي الإجمالي ويستحوذ بأكثر من 70% من إجمالي إيرادات الموازنة العامة للدولة ويشكل أكثر من90% من قيمة صادرات الدولة.

### الزراعة

#### حضرموت

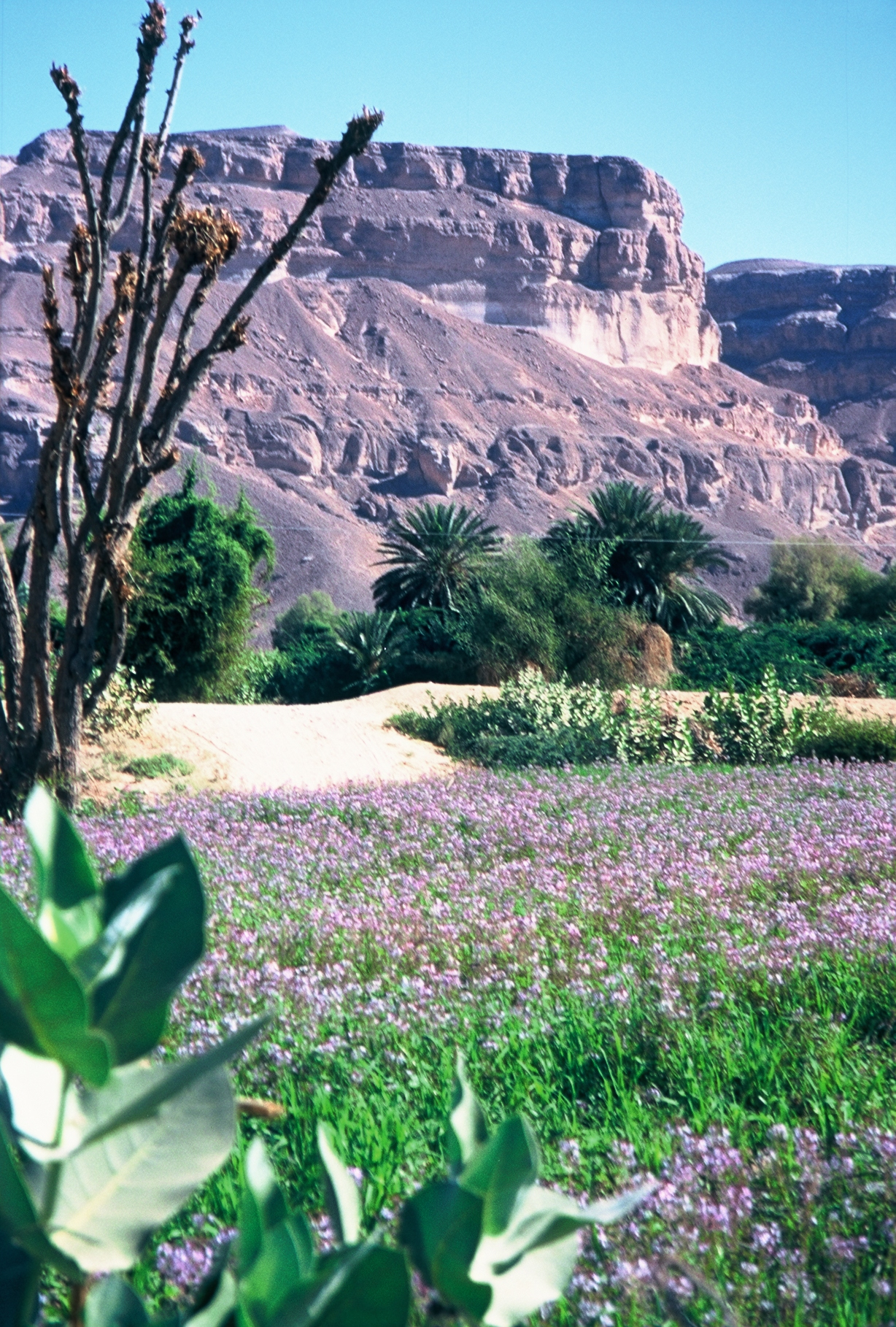
وادي حضرموت

يتنوع الغطاء النباتي في المحافظة تبعاً لتنوع السطح وطبيعة المناخ السائد ويتوزع بالشكل التالي:

### الغطاء النباتي
- الأجزاء الجبلية تغطي السطح أنواع مختلفة من الأشجار المعمرة كالسدر، السمر، القرض، الطلح، بالإضافة إلى أشجار النخيل المنتشرة في معظم المديريات الواقعة في تلك الأجزاء، إلى جانب ذلك تنمو الكثير من أنواع الحشائش والنباتات الصغيرة خصوصاً في مواسم سقوط الأمطار.
- المديريات الصحراوية فإن الغطاء النباتي فيها يتمثل بأشجار الأثل، السيسان، العشر، الأراك، إلى جانب أشجار السدر، القرض، السمر التي تنتشر في بعض تلك المديريات، بالإضافة إلى الحشائش والنباتات الصغيرة الموسمية.
غير أن أشجار النخيل تعد الأكثر انتشارا في معظم مديريات المحافظة، وهي بذلك تشكل نسبة كبيرة من إجمالي أنواع الغطاء النباتي المتوفر في المحافظة.

### البيئة
يشكل أرخبيل سقطرى نظاماُ أيكولوجياً بحرياً مستقلاً، حيث أن الجزيرة من أهم أربع جزر في العالم من ناحية التنوع الحيوي النباتي وتعتبر موطناً لآلاف النباتات والحيوانات والطيور المستوطنة، وأهم موطن لأشجار اللبان المشهورة في العصور القديمة، حيث يوجد في الجزيرة تسعة أنواع من أشجار اللبان من أصل 25 نوع في العالم.
سُجل في الجزيرة حوالي (850) نوعاً من النباتات منها حوالي 270 نوعاً مستوطنة في الجزيرة، ولا توجد في أي مكان آخر من العالم. من بين الأنواع الهامة والقيمة شجرة دم الأخوين وفي الجزيرة عشرة أنواع من النباتات النادرة والمهددة من أصل 18 نوع في العالم.
يعتبر الجزء الشمالي الغربي من خليج عدن والمنطقة المحيطة بأرخبيل سقطرى من بين أكثر المناطق البحرية إنتاجية في العالم وتقارن في إنتاجيتها سواحل البيرو وغرب أفريقيا.
تؤوي الجزيرة أنواعاً هامة من العصافير على المستوى العالمي (291 نوعاً، يتوالد 44 منها في الجزر، فيما يهاجر 58 منها بانتظام)، ومن بينها بعض الأنواع المهددة بالانقراض. وتتميز الحياة البحرية في سقطرى بتنوع كبير، مع تواجد 352 نوعاً من المرجان الباني للشعب، و730 نوعاً من الأسماك الساحلية، و300 نوع من السراطين والكركند والإربيان.

### الغطاء النباتي

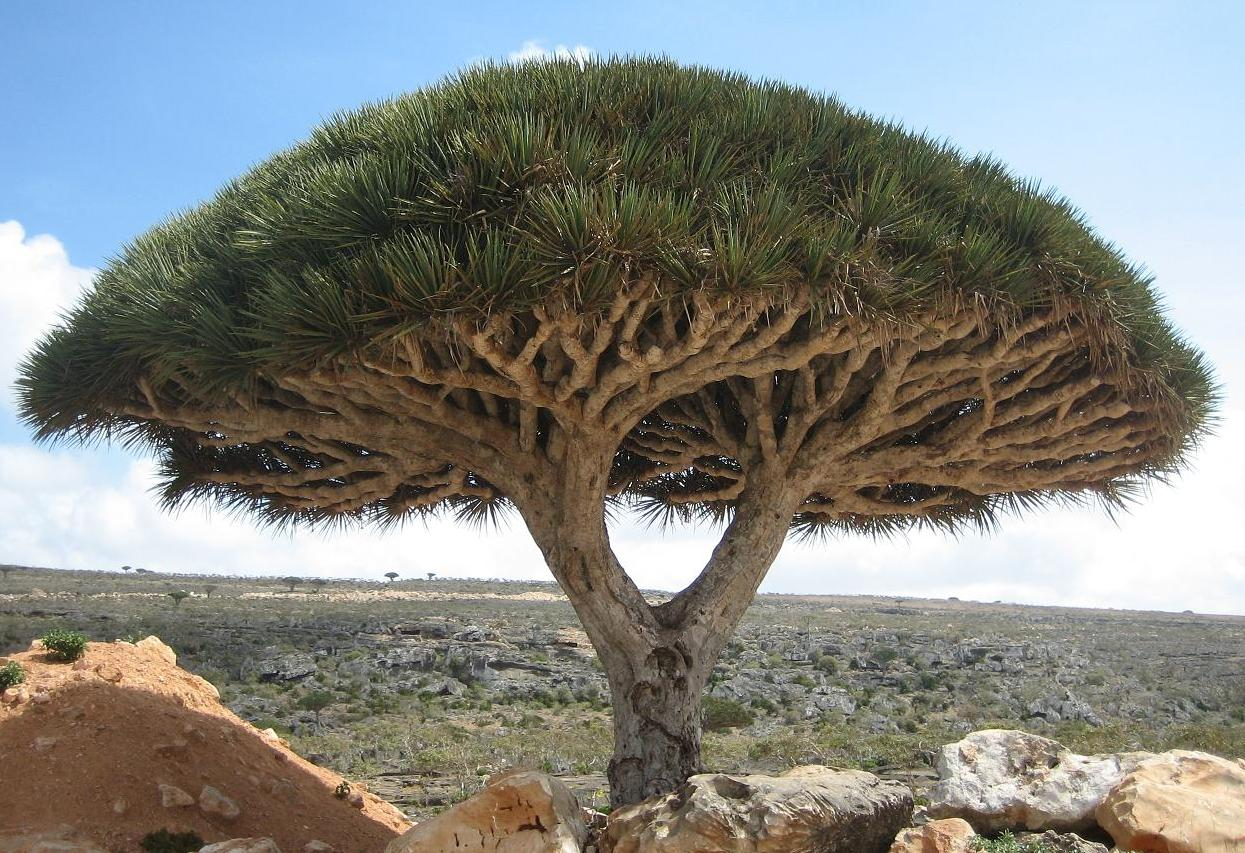
شجرة دم الأخوين، أحد الأشجار النادرة التي توجد في جزيرة سقطرى.

سُجِّلَ في جزيرة سقطرى 850 نوع من أنواع النباتات، 270 نوع منها مستوطن أي أنه يوجد في الجزيرة ولا يوجد في أي مكان آخر في العالم، كما أنه يوجد في الجزيرة 10 أنواع من النباتات النادرة جداً والمهددة، والتي أُدْرِجَ 7 أنواع منها في الكتاب الأحمر للاتحاد الدولي لحفظ الطبيعة على أنها نباتات نادرة جداً ومهددة.
تتميز جزيرة سقطرى بغطاءٍ نباتي وفير حيث تصل الأنواع النباتية فيها إلى حوالي (750 نوعاً) نباتياً بينها مجموعة من النباتات يستفاد منها في الطب الشعبي وعلاج الكثير من الأمراض، ومن هذه النباتات أشجار الصبر السقطري وأشجار اللبان والمر ودم الأخوين بالإضافة إلى نباتات طبية أخرى شائعة الاستعمال في الجزيرة مثل الجراز والأيفوربيا وغيرها، كما يوجد في الجزيرة نباتات نادرة أخرى ومما يلفت نظر الزائر انتشار شجرة «الأمتة» بالإضافة إلى غابات أشجار النخيل الكثيفة المنتشرة في أماكن كثيرة أهمها ضفاف الوديان الجارية فيها المياه على مدار العام حيث تشكل بساطاً سندسياً أخضر مع زرقة البحر المحيط بالجزيرة لوحة فنية رائعة.
من أهم الأشجار والنباتات النادرة في سقطرى: شجرة دم الأخوين، ونبات فرحل، ونبات الأمتة أو الأمتا، ونبات كرتب، وشجرة «إكشا»، ونبات الصبر السقطري: طيف، ونبات قمحم، وشجرة الرمان البري (رهيني - صبر يهر)، نبات إشهب.

## التقسيم الإداري والسكان
| م        | الولاية             | المساحة كم2 | السكان    |
| -------- | ------------------- | ----------- | --------- |
| 1        | محافظة حضرموت       | 189,382     | 1,028,556 |
| 2        | محافظة أرخبيل سقطرى | 3,650       | 44,120    |
| 3        | محافظة شبوة         | 42,584      | 536,594   |
| 4        | محافظة المهرة       | 67,297      | 101,701   |
| الإجمالي | الإجمالي            | 302,913     | 1,710,971 |